# San Isidro, Santiago Amoltepec
San Isidro är en ort i Mexiko.   Den ligger i kommunen Santiago Amoltepec och delstaten Oaxaca, i den sydöstra delen av landet, 400 km sydost om huvudstaden Mexico City. San Isidro ligger 1 260 meter över havet och antalet invånare är 152.
Terrängen runt San Isidro är kuperad åt nordost, men åt sydväst är den bergig. Runt San Isidro är det ganska tätbefolkat, med 54 invånare per kvadratkilometer. Närmaste större samhälle är Colonia de Jesús, 2,4 km väster om San Isidro. I omgivningarna runt San Isidro växer huvudsakligen savannskog.